# Championnat de France de rugby à XV de 2e division 1963-1964
 (octobre 2019).
Si vous disposez d'ouvrages ou d'articles de référence ou si vous connaissez des sites web de qualité traitant du thème abordé ici, merci de compléter l'article en donnant les références utiles à sa vérifiabilité et en les liant à la section « Notes et références ».
Navigation
Championnat de France de 2e division 1962-1963 Championnat de France de 2e division 1964-1965
Le championnat de France de rugby à XV de 2e division 1963-1964 est l'antichambre de la première division. La compétition se déroule du mois de septembre 1963 au mois de mai 1964. 

Le club qui gagne en finale est déclaré vainqueur de la compétition et accède à la première division ainsi que l’équipe finaliste.
Les deux demi-finaliste vaincus peuvent être repêchés en concurrence avec les meilleurs derniers de poules de première division.
L’ US Quillan est champion de France de 2e division pour la saison 1963-1964 et accède à la première division pour la saison 1964-1965. 
Le SA Condom, finaliste ainsi que Bourg en Bresse, demi-finaliste accèdent aussi à l’élite.

## Phase de qualification
Poule 1:
- La Mure
- SO Voiron
- US Oyonnax
- Bellegarde
- Bourgoin
- Montceau
- Annecy
- US Bressane

Poule 2:
- Bagnères
- Valence d'Agen
- Pamiers
- Castelsarrasin
- Ussel
- Bort les orgues
- Moissac

### Seizièmes de finale
- Stade bagnérais - Peyrehorade sports : 11-3
- Saint-Jean-de-Luz OR - Bordeaux EC : 11-3
- Union sportive Côte Vermeille - US Annecy : 8-3
- Stade nantais - SA Bordeaux : 3-0
- SA Condom - US Bergerac : 3-0
- US Bressane - AS Bortoise : 14-3
- Entente Quillan-Esperaza - Cercle athlétique castelsarrasinois : 5-0
- US Oyonnax - Union montilienne sportive rugby : 12-9
- US Vic - USON Nevers : 9-3
- Stade hendayais - Avenir aturin : 3-0
- Stade beaumontois - SO Givors : 9-3
- SC Rieumes - CS Bourgoin-Jallieu : 3-0
- Stade saint-gaudinois - Stade poitevin : 6-3
- Paris ASPTT - Football club moulinois rugby : 12-6
- Stade montluçonnais - RC Trignac : 8-6
- SC Pamiers - RC La Mure : 9-8

### Huitièmes de finale
- Stade bagnérais - Saint-Jean-de-Luz OR : 0-0
- Union sportive Côte Vermeille - Stade nantais : 3-3
- SA Condom - US Oyonnax : 3-0
- US Bressane - US Vic : 6-0
- Entente Quillan-Esperaza - SC Pamiers : 10-6
- Stade hendayais - Stade montluçonnais : 8-3
- Stade beaumontois - Paris ASPTT : 5-0
- SC Rieumes - Stade saint-gaudinois : 9-6

### Quarts de finale
- Stade bagnérais - Union sportive Côte Vermeille : 8-3
- SA Condom - Stade beaumontois : 6-3
- US Bressane - SC Rieumes : 3-0
- Entente Quillan-Esperaza - Stade hendayais : 3-0

### Demi-finale
- SA Condom - US Bressane : 8-3
- Entente Quillan-Esperaza - Stade bagnérais : 8-5

### Finale
| Dimanche 6 mai 1964 | Entente Quillan-Esperaza | 11-5 | SA Condom |                    |
|                     |                          |      |           | Spectateurs : Env. |